# Clemens Doppler
Clemens Doppler (ur. 6 września 1980 w Kirchdorf an der Krems) – austriacki siatkarz plażowy, wicemistrz Świata z 2017 roku, wielokrotny medalista Mistrzostw Europy w tym dwukrotny mistrz Europy z 2003 oraz 2007 roku, a także uczestnik Igrzysk Olimpijskich 2016.
Zakwalifikował się do Letnich Igrzysk Olimpijskich 2004, jednak przez kontuzję w nich nie wystąpił i został zastąpiony przez Floriana Goscha. W 2008 roku bez zdrowotnych problemów wziął udział w Igrzyskach Olimpijskich wraz z Peterem Gartmayerem. Od 2009 roku do 2011 występował w parze z Matthiasem Mellitzerem. Następnie od 2011 roku stworzył duet z Alexandrem Horstem. Obaj wzięli udział w Igrzyskach Olimpijskich w Londynie, jednak odpadli już na etapie grupowym.